# Reza Ghoochannejhad
Reza Ghoochannejhad Nournia (en persa: رضا قوچان‌نژاد نورنیا‎; Mashhad, Jorasán Razaví, 20 de septiembre de 1987), también conocido por su apodo Gucci, es un exfutbolista iraní-neerlandés. Jugaba de delantero y su equipo actual es el PEC Zwolle de la Eredivisie.

## Selección nacional
Ha sido internacional con la selección de fútbol de Irán, ha jugado 43 partidos internacionales y ha marcado 17 goles.
Debutó con la selección el 11 de septiembre de 2012 en un partido de la clasificación al mundial 2014, contra la selección de fútbol de Líbano, sustituyendo a Mohammad Reza Khalatbari en el minuto 70.
Hizo su primer gol con la selección el 4 de kunio de 2013 contra la selección de Catar, en Doha, en un partido válido por la clasificación para el mundial, marcaría el 0-1 a favor de Irán en el minuto 66. El resultado sería de 0-1 a favor de Irán. 
En un partido válido para la 9.ª fecha de la clasificación al mundial, contra la selección de fútbol de Líbano, Reza marcaría el tercer gol del partido (que terminaría ganando Irán por 4-0), y en la última fecha frente a Corea del Sur, marcaría el gol de la victoria en Corea, que le daría el primer lugar a Irán del Grupo 1 de las clasificatórias al Mundial de Brasil 2014.  
El 5 de mayo de 2014, Carlos Queiroz incluyó a Ghoochannejhad en la lista provisional de 28 jugadores con miras a la Copa Mundial de Fútbol de 2014.
Reza marcaría el único gol de Irán en la Copa, en la derrota por 3-1 frente a Bosnia y Herzegovina.

### Participaciones en Copas de Mundo
| Copa Mundial      | Sede   | Resultado      | Partidos | Goles |
| ----------------- | ------ | -------------- | -------- | ----- |
| Copa Mundial 2014 | Brasil | Fase de grupos | 3        | 1     |
| Copa Mundial 2018 | Rusia  | Fase de grupos | 0        | 0     |

### Goles internacionales
| #  | Fecha                   | Lugar                                                    | Oponente               | Gol | Resultado | Competición                                |
| -- | ----------------------- | -------------------------------------------------------- | ---------------------- | --- | --------- | ------------------------------------------ |
| 1  | 6 de febrero de 2013    | Estadio Azadi, Teherán, Irán                             | Líbano                 | 1–0 | 5–0       | Clasificación para la Copa Asiática 2015   |
| 2  | 6 de febrero de 2013    | Estadio Azadi, Teherán, Irán                             | Líbano                 | 4–0 | 5–0       | Clasificación para la Copa Asiática 2015   |
| 3  | 4 de junio de 2013      | Estadio Jassim Bin Hamad, Doha, Catar                    | Catar                  | 1–0 | 1–0       | Clasificación para la Copa Mundial de 2014 |
| 4  | 11 de junio de 2013     | Estadio Azadi, Teherán, Irán                             | Líbano                 | 3–0 | 4–0       | Clasificación para la Copa Mundial de 2014 |
| 5  | 18 de junio de 2013     | Estadio de Fútbol Ulsan Munsu, Ulsan, Corea del Sur      | Corea del Sur          | 1–0 | 1-0       | Clasificación para la Copa Mundial de 2014 |
| 6  | 15 de octubre de 2013   | Estadio Azadi, Teherán, Irán                             | Tailandia              | 2–0 | 2–1       | Clasificación para la Copa Asiática 2015   |
| 7  | 15 de noviembre de 2013 | Estadio Rajamangala, Bangkok, Tailandia                  | Tailandia              | 2–0 | 3–0       | Clasificación para la Copa Asiática 2015   |
| 8  | 19 de noviembre de 2013 | Estadio Ciudad Deportiva Camille Chamoun, Beirut, Líbano | Líbano                 | 4–0 | 4–1       | Clasificación para la Copa Asiática 2015   |
| 9  | 5 de marzo de 2014      | Estadio Azadi, Teherán, Irán                             | Guinea                 | 1–2 | 1–2       | Amistoso                                   |
| 10 | 8 de junio de 2014      | CT Joaquim Grava, São Paulo, Brasil                      | Trinidad y Tobago      | 2-0 | 2-0       | Amistoso                                   |
| 11 | 25 de junio de 2014     | Arena Fonte Nova, Salvador, Brasil                       | Bosnia y Herzegovina   | 1–2 | 1–3       | Copa Mundial de 2014                       |
| 12 | 19 de enero de 2015     | Estadio Brisbane, Brisbane, Australia                    | Emiratos Árabes Unidos | 1–0 | 1–0       | Copa Asiática 2015                         |
| 13 | 23 de enero de 2015     | Estadio Canberra, Canberra, Australia                    | Irak                   | 3–3 | 3–3       | Copa Asiática 2015                         |
| 14 | 1 de septiembre de 2016 | Estadio Azadi, Teherán, Irán                             | Catar                  | 1–0 | 2–0       | Clasificación para la Copa Mundial de 2018 |
| 15 | 10 de noviembre de 2016 | Estadio Shah Alam, Shah Alam, Malasia                    | Papúa Nueva Guinea     | 5–1 | 8–1       | Amistoso                                   |
| 16 | 10 de noviembre de 2016 | Estadio Shah Alam, Shah Alam, Malasia                    | Papúa Nueva Guinea     | 6–1 | 8–1       | Amistoso                                   |
| 17 | 10 de noviembre de 2016 | Estadio Shah Alam, Shah Alam, Malasia                    | Papúa Nueva Guinea     | 7–1 | 8–1       | Amistoso                                   |

## Clubes
| Club                     | País         | Año         |
| ------------------------ | ------------ | ----------- |
| SC Heerenveen            | Países Bajos | 2005-2009   |
| Go Ahead Eagles (cedido) | Países Bajos | 2006-2007   |
| FC Emmen (cedido)        | Países Bajos | 2009        |
| Go Ahead Eagles          | Países Bajos | 2009        |
| Cambuur Leeuwarden       | Países Bajos | 2010-2011   |
| Sint-Truiden             | Bélgica      | 2011-2012   |
| Standard Lieja           | Bélgica      | 2012-2014   |
| Charlton Athletic        | Inglaterra   | 2014 - 2016 |
| Al-Kuwait (cedido)       | Kuwait       | 2014 - 2015 |
| Al-Wakrah (cedido)       | Catar        | 2015        |
| SC Heerenveen            | Países Bajos | 2016 - 2018 |
| APOEL de Nicosia         | Chipre       | 2018 - 2019 |
| Sydney FC (cedido)       | Australia    | 2019        |
| PEC Zwolle               | Países Bajos | 2019 - 2021 |

## Palmarés

### Títulos nacionales
| Título                     | Club          | País         | Año  |
| -------------------------- | ------------- | ------------ | ---- |
| Copa KNVB                  | SC Heerenveen | Países Bajos | 2009 |
| Primera División de Chipre | APOEL Nicosia | Chipre       | 2019 |
| A-League                   | Sydney FC     | Australia    | 2019 |